# ГЕС Коновінго
ГЕС Коновінго — гідроелектростанція у штаті Меріленд (Сполучені Штати Америки). Знаходячись після ГЕС Холтвуд, становить нижній ступінь каскаду на ріці Саскуеханна, яка дренує східний бік Аппалачів та впадає до Чесапікської затоки.
У межах проекту річку перекрили бетонною гравітаційною греблею висотою 29 метрів та довжиною 1417 метрів, яка потребувала 333 тис. м3 матеріалу. Вона утримує витягнуте по долині річки на 23 км водосховище з площею поверхні 36,4 км2 та об'ємом 382 млн м3 (корисний об'єм 88 млн м3).
Інтегрований у греблю машинний зал 1928 року обладнали сімома турбінами типу Френсіс, які використовують напір у 27,1 метра, при цьому п'ять із них мають потужність по 48,1 МВт, а ще дві по 40,3 МВт. У 1964-му стала до ладу друга черга з чотирма турбінами типу Каплан потужністю по 63,4 МВт, які використовують напір у 26,2 метра. Крім того, існують дві допоміжні турбіни потужністю по 1,4 МВт. Загальний же показник станції наразі рахується на рівні 572 МВт.
Видача продукції відбувається по ЛЕП, розрахованій на роботу під напругою 220 кВ.
Можливо також відзначити, що водосховище станції використовується як нижній резервуар при роботі ГАЕС Мадді-Ран.